# Glenwood (Iowa)
Glenwood è una città degli Stati Uniti d'America, situata nello Stato dell'Iowa, nella Contea di Mills, della quale è il capoluogo.